# Jouet-sur-l'Aubois
Jouet-sur-l'Aubois is een gemeente in het Franse departement Cher (regio Centre-Val de Loire). De plaats maakt deel uit van het arrondissement Saint-Amand-Montrond. Jouet-sur-l'Aubois telde op 1 januari 2022 1.306 inwoners.

## Geografie
De oppervlakte van Jouet-sur-l'Aubois bedraagt 17,33 km², de bevolkingsdichtheid is 76 inwoners per km² (per 1 januari 2019).
De onderstaande kaart toont de ligging van Jouet-sur-l'Aubois met de belangrijkste infrastructuur en aangrenzende gemeenten.

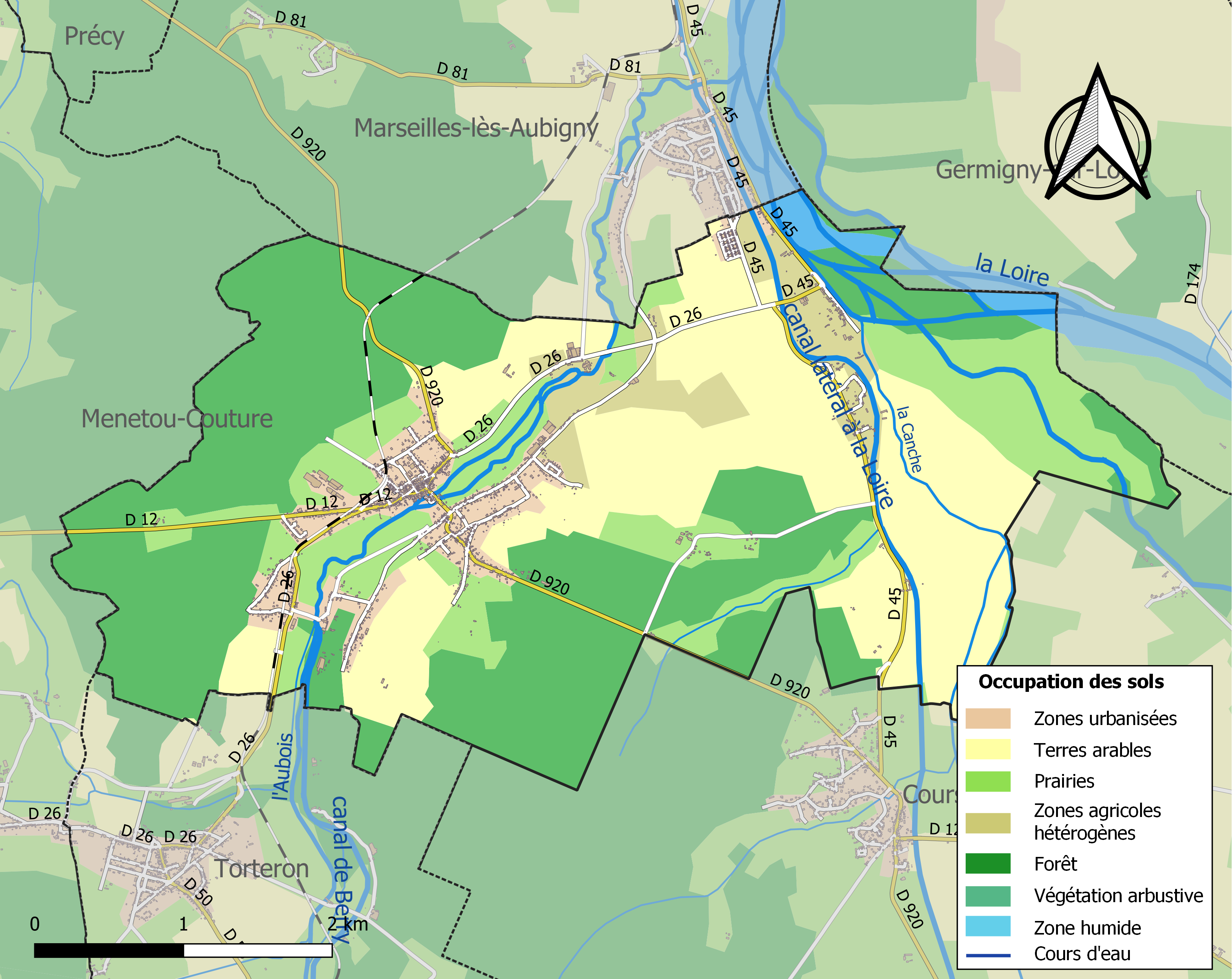

## Demografie
Onderstaande figuur toont het verloop van het inwonertal (bron: INSEE-tellingen).